# علم جمهورية الصين الشعبية

علم جمهورية الصين الشعبية

علم جمهورية الصين الشعبية أثناء فترة الحرب وعلم جيش التحرير الشعبي

علم جمهورية الصين الشعبية المقترح والذي يتضمن تمثيل الحزب الشيوعي الحاكم فيه

علم جمهورية الصين الشعبية مصمم من قبل الفنان التشكيلي والاقتصادي الصيني تسينغ ليان سونغ عام 1949. كان العلم سابقاً أصفر مع تنين صيني أزرق خلال فترة حكم سلالة تشينغ بقيادة المانتشو.

## درجات الألوان الرسمية
|                                 | أحمر     | أصفر       |
| ------------------------------- | -------- | ---------- |
| النموذج اللوني أحمر أخضر أزرق   | 204/0/0  | 255/215/0  |
| ألوان الويب                     | #CC0000  | #FFD700    |
| الفضاء اللوني (ن ش ض) و (ن ش ق) | 0/100/80 | 51/100/100 |

## معنى رموز العلم الصيني
- الأحمر يرمز إلى الاشتراكية وإلى دماء المحاربين الذين سقطوا أثناء الثورة الشيوعية.
- النجوم الصفراء ترمز بشكل رئيس إلى ثقافة البلاد وللشعوب الصينية والذي استوحي من علم الاتحاد السوفيتي الذي كان أحمراً مع مطرقة ومنجل مع 5 نجوم باللون الأصفر.
- أكبر نجمة خماسية ترمز إلى الحزب الشيوعي الصيني الحاكم في البلاد، أما النجوم الـ4 الصغيرة فترمز إلى طبقات الشعب الرئيسة الموحدة بالنسبة للزعيم ماو تسي تونغ، وهذه الطبقات العمال والفلاحين والعسكريين والمعلمين.[1]

## معرض صور